# امامزاده رضا (بابل)
امامزاده‌رضا ، روستایی از توابع بخش بندپی شرقی شهرستان بابل در استان مازندران ایران است.

## جمعیت
این روستا در دهستان سجادرود قرار دارد و براساس سرشماری مرکز آمار ایران در سال ۱۳۹۰، جمعیت آن ۲۹۷ نفر (۸۵ خانوار) بوده است.